# Stazione di Camporosso in Valcanale
La stazione di Camporosso in Valcanale era una stazione ferroviaria in provincia di Udine, posta sul vecchio tracciato della ferrovia Pontebbana, ora dismesso.

## Storia
Camporosso in Valcanale fu raggiunta dal tronco di ferrovia Pontebba-Tarvisio nell'11 ottobre 1879.
Venne dismessa nel 2000 con tutta la tratta dove era posta e il sedime venne riutilizzato come percorso della ciclovia Alpe Adria.